# Parowóz pospieszny
Parowóz pospieszny – lokomotywa parowa przeznaczona do prowadzenia pociągów pospiesznych i ekspresowych. Charakteryzowały się kołami napędowymi o dużej średnicy - największej spośród parowozów, w celu uzyskiwania dużych prędkości. W Polsce oznaczane pierwszą literą "P" (np. Pm36) w Niemczech numerami serii od 01 do 19 (np. Br 01), w Prusach i Bawarii literą "S" (np. S3, S3/6).
Najbardziej znane parowozy pośpieszne eksploatowane w Polsce na PKP to:
- Pu29
- Pt31
- Pm36
- Pt47